# Valea Caldă
Valea Caldă – wieś w Rumunii, w okręgu Kluż, w gminie Cătina. W 2011 roku liczyła 182 mieszkańców.